# باشگاه فوتبال هاربورو
باشگاه فوتبال هاربورو (به انگلیسی: Harborough Town Football Club) یک باشگاه فوتبال در شهر مارکت هاربورو، کشور انگلستان است که در سال ۱۹۷۵ میلادی تأسیس شده‌است.